# Список эпизодов телесериала «Льюис»

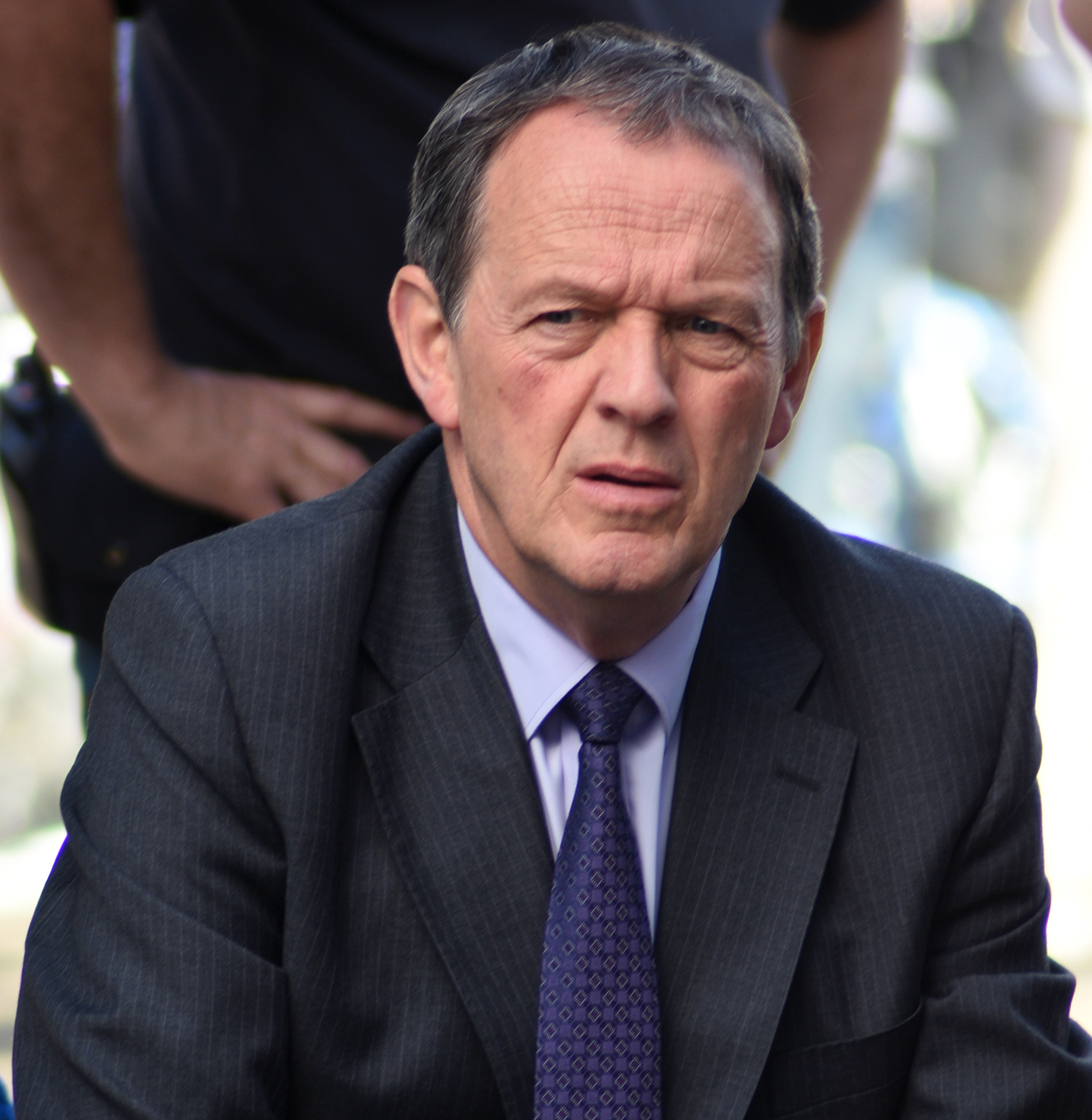
Кевин Уотли на съёмках телесериала «Льюис»

«Льюис» — британский телесериал в жанре «полицейская драма». В России был показан телеканалом «Hallmark» и ТВ Центр. Является спин-оффом телесериала «Инспектор Морс». Телесериал рассказывает о том как полицейский детектив Льюис возвращается в Оксфорд после отсутствия нескольких лет и неохотно начинает работу под руководством нового босса. Ему поручено дело об убийстве студентки-математика, которая была застрелена во время участия в исследовании сна.
В дальнейшем Льюис, опытный полицейский детектив продолжит работу, и будет расследовать запутанные убийства со своим новым напарником.

## Пилот
1. Reputation.

## Первый сезон
2. Whom the Gods Would Destroy.
3. Old School Ties.
4. Expiation.

## Второй сезон
5. And the Moonbeams Kiss the Sea.
6. Music to Die For.
7. Life Born of Fire.
8. The Great and the Good.

## Третий сезон
9. Allegory of Love.
10. The Quality of Mercy.
11. The Point of Vanishing.
12. Counter Culture Blues.

## Четвёртый сезон
13. The Dead of Winter.
14. Dark Matter.
15. Your Sudden Death Question.
16. Falling Darkness.

## Пятый сезон
17. Old, Unhappy, Far Off Things.
18. Wild Justice.
19. The Mind Has Mountains.
20. The Gift of Promise.

## Шестой сезон
21. The Soul of Genius.
22. Generation of Vipers.
23. Fearful Symmetry.
24. The Indelible Stain.

## Седьмой сезон
25.1. Down Among the Fearful — Part 1.
25.2. Down Among the Fearful — Part 2.
26.1. The Ramblin' Boy — Part 1.
26.2. The Ramblin' Boy — Part 2.
27.1. Intelligent Design — Part 1.
27.2. Intelligent Design — Part 2.